# Baltimore Orioles
Baltimore Orioles – drużyna baseballowa grająca we wschodniej dywizji American League z siedzibą w Baltimore w stanie Maryland. Przydomki zespołu to The O’s i The Birds.

## Historia

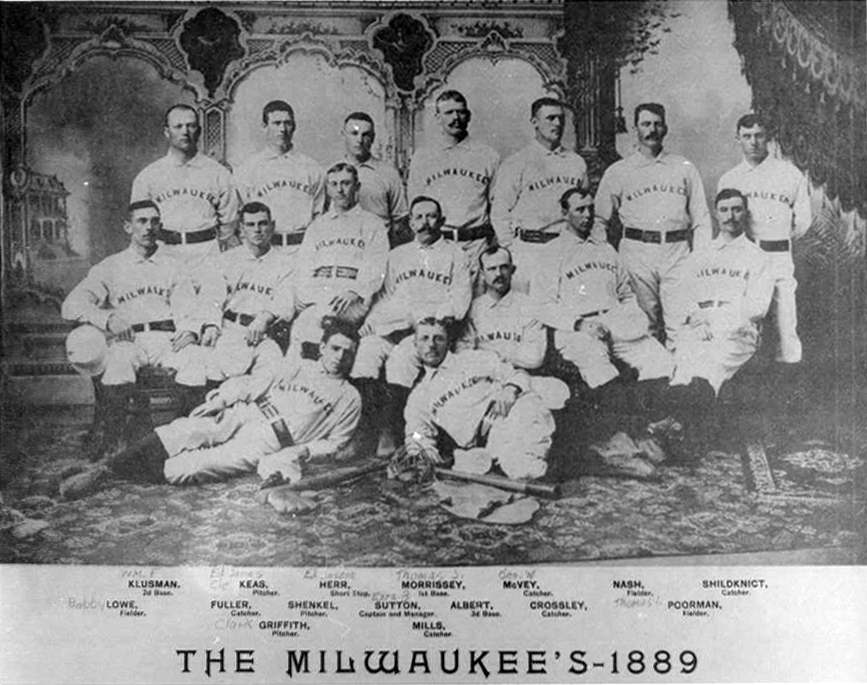
Milwaukee Brewers w 1899 roku.

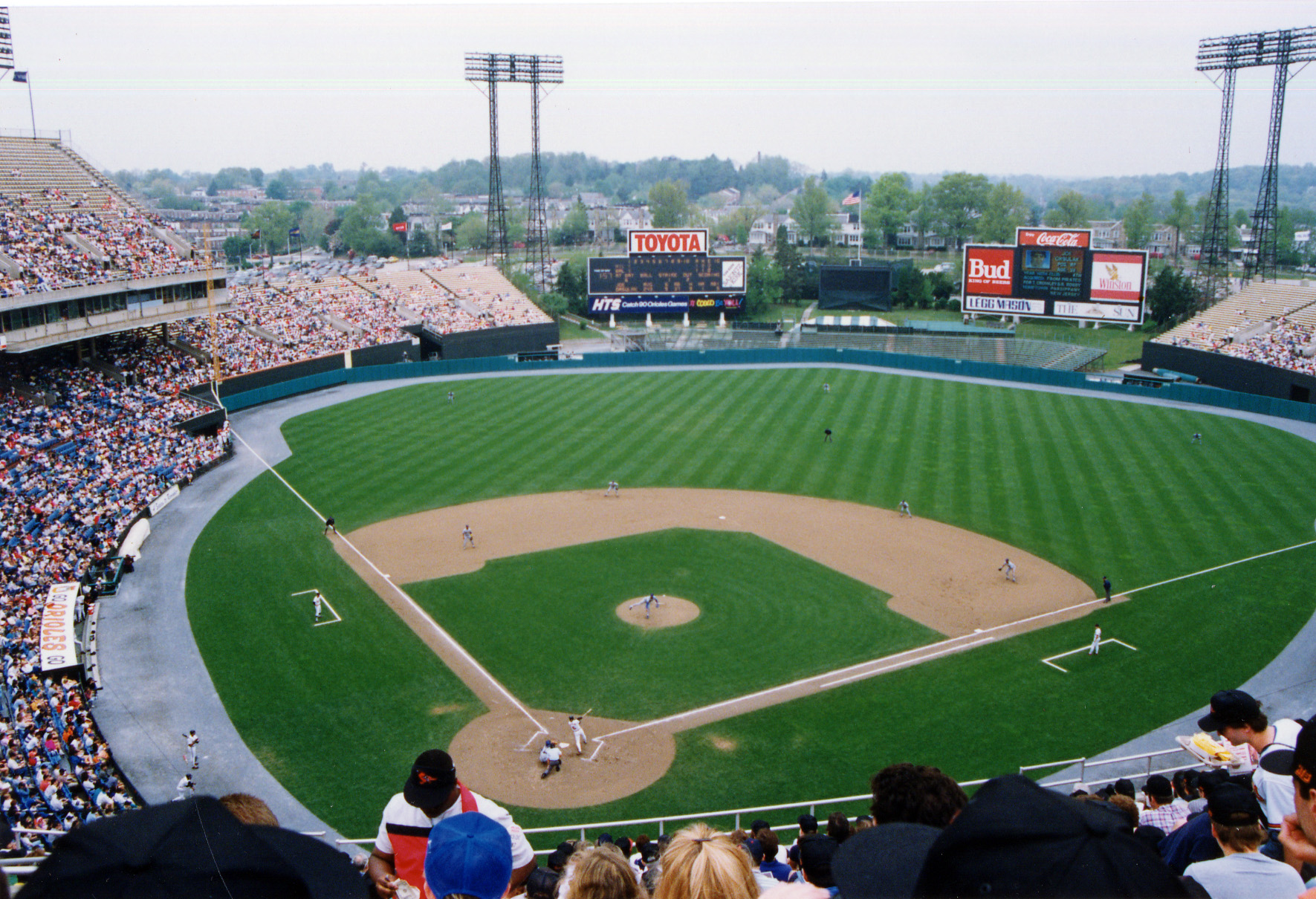
Memorial Stadium w 1991.

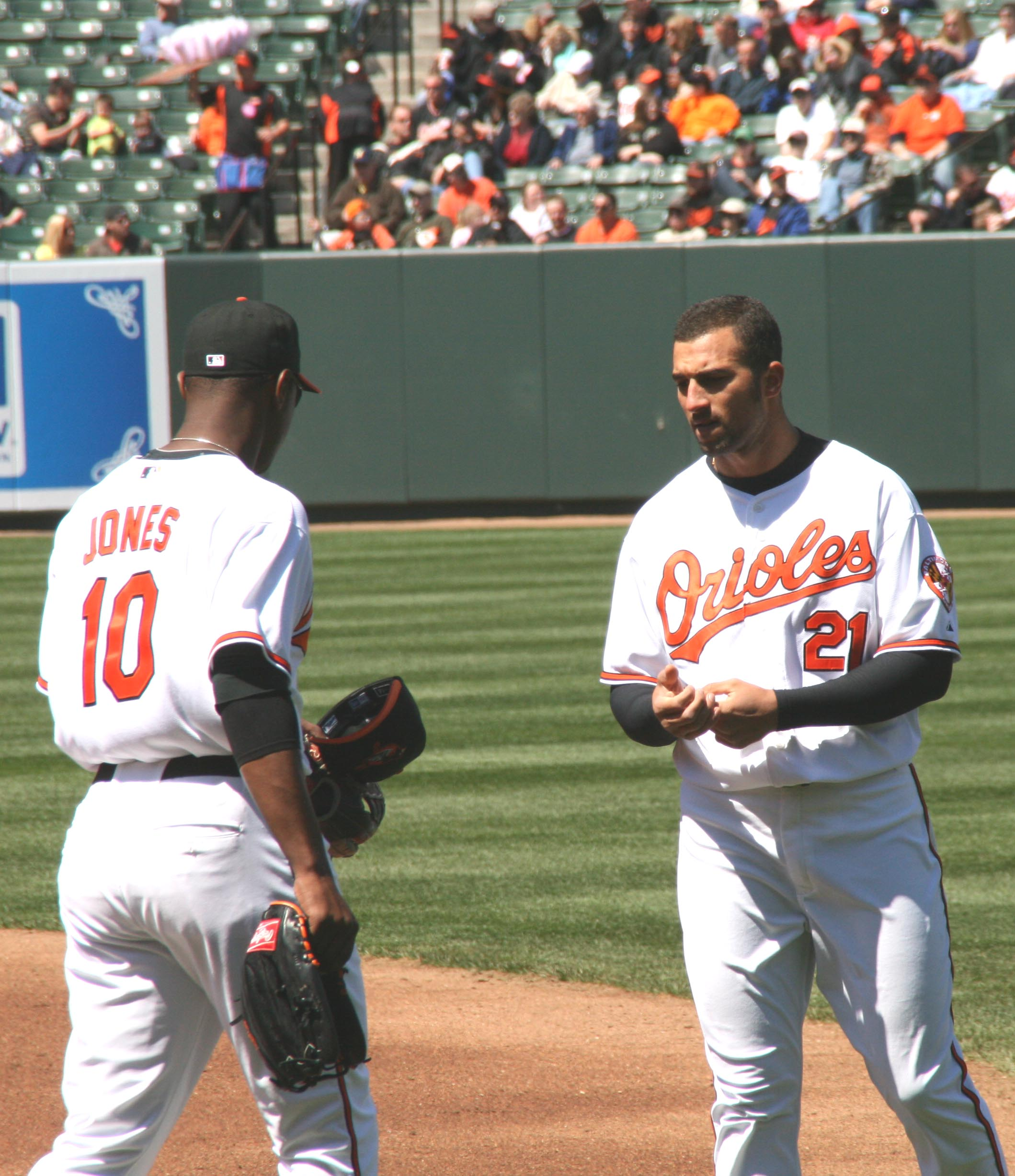
Adam Jones i Nick Markakis podczas meczu rozegranego 12 kwietnia 2009 przeciwko Tampa Bay Rays na Camden Yards.

### Milwaukee Brewers/St. Louis Browns
Klub powstał w 1894 jako Milwaukee Brewers, a w 1901 był jednym z ośmiu założycieli American League. Po zakończeniu sezonu 1901 siedzibę zespołu przeniesiono do St. Louis, a nazwę zmieniono na Browns na cześć dziewiętnastowiecznego klubu z tego miasta St. Louis Brown Stockings. Po raz pierwszy zespół wygrał American League w 1944 (z bilansem 89–65) i awansował do World Series, w których uległ St. Louis Cardinals w sześciu meczach.
W sezonie 1953 Browns uzyskali bilans 54–100, a średnia widzów na jedno spotkanie wyniosła 1930. W efekcie właściciele klubu jednogłośnie podjęli decyzję o przeniesieniu siedziby do Baltimore w stanie Maryland.

### Baltimore Orioles
Pierwszy mecz Orioles rozegrali 13 kwietnia 1954 w Detroit przeciwko Tigers. W 1966 zespół awansował do World Series, w którym pokonał Los Angeles Dodgers w czterech meczach. W sezonie 1969 Orioles po raz pierwszy przekroczyli pułap 100 zwycięstw w jednym sezonie (bilans 109–53, co do dziś jest rekordem klubu), jednak ulegli w World Series New York Mets 1–4.
W ciągu następnych czternastu sezonów zespół czterokrotnie grał w World Series, dwukrotnie zwyciężając (w 1970 i 1983 roku). W 1991 klub po 38 latach występów na Memorial Stadium, przeniósł się nowo wybudowany obiekt Oriole Park at Camden Yards, mogącym pomieścić 48 tysięcy widzów. Kolejny awans do postseason Orioles uzyskali w 1996, przegrywając w American League Championship Series z New York Yankees 1–4. Rok później zespół uległ na tym samym etapie rozgrywek 2–4 Cleveland Indians. Od 1998 do 2011 Orioles ani razu nie uzyskali dodatniego bilansu zwycięstw i porażek.
W sezonie 2012 zwyciężając w 93 meczach i zajmując 2. miejsce w AL East, zespół uzyskał dziką kartę i po pokonaniu Texas Rangers w spotkaniu w ramach Major League Baseball Wild Card Game, uległ New York Yankees w American League Division Series 2–3.

## Sukcesy
| Tytuł                                               | Liczba | Rok                                                  |
| --------------------------------------------------- | ------ | ---------------------------------------------------- |
| World Series                                        | 3      | 1966, 1970, 1983                                     |
| American League American League Championship Series | 7      | 1944, 1966, 1969, 1970, 1971, 1979, 1983             |
| American League East Division                       | 9      | 1969, 1970, 1971, 1973, 1974, 1979, 1983, 1997, 2014 |

## Zastrzeżone numery
Od 1997 numer 42 zastrzeżony jest przez całą ligę ku pamięci Jackie Robinsona, który jako pierwszy Afroamerykanin przełamał bariery rasowe w Major League Baseball.
| Earl Weaver M: 1968–1982 1985–1986 Zastrzeżony w 1982                                                                    | Brooks Robinson 3B: 1955–1977 Zastrzeżony w 1977 | Cal Ripken Jr. SS, 3B: 1981–2001 Zastrzeżony w 2001 | Frank Robinson RF: 1966–1971 M: 1988–1991 Zastrzeżony w 1972 | Jim Palmer P: 1965–1984 Zastrzeżony w 1985 | Eddie Murray 1B: 1977–1988 Zastrzeżony w 1998 | Jackie Robinson Wycofany przez wszystkie kluby MLB Zastrzeżony 15 kwietnia 1997 |
| Oznaczenie skrótów: M – menadżer, 1B – pierwszobazowy, 3B – trzeciobazowy, SS – łącznik, RF – prawozapolowy, P – miotacz |                                                  |                                                     |                                                              |                                            |                                               |                                                                                 |